# Hans Migotsch
Hans Migotsch (* 18. Mai 1893 in Zwickau; † 17. November 1978 ebenda) war Betriebsratsvorsitzender und Werkdirektor im Audi-Werk Zwickau.

## Biografie
Nach der Schulbildung ging Hans Migotsch bei der Metallfabrik Gebr. Jakob Zwickau in die Schlosserlehre, die er 1911 abschloss. Danach nahm er Tätigkeiten in der Metallindustrie in Leipzig und Zwickau auf. Ab 1914 wurde er bei der Auto Union AG im Werk Zwickau als Schlosser eingestellt. Während des Ersten Weltkrieges war er von 1915 bis 1920 zum Heeresdienst eingezogen und in französischer Gefangenschaft. Anschließend arbeitete er sich im Werk Audi der Auto Union AG in Zwickau vom Einrichter über Vorarbeiter zum Werkmeister hinauf. Er war SPD-Mitglied. Im Mai 1945 initiierte er als Betriebsratsvorsitzender den Wiederaufbau des durch den Zweiten Weltkrieg zerstörten Zwickauer Audi-Werks. Als Treuhänder erwirkte er im September 1945 bei der Sowjetarmee die Freigabe des Werks und nahm im Januar 1946 als Technischer Werkleiter mit reparierten Maschinen die Produktion wieder auf. Im Mai 1950 wurde er dort Werkdirektor und war verantwortlich für die Fertigung des IFA F 8 und IFA F 9, sowie für die Forschung eines Ersatzwerkstoffes für fehlendes Beplankungsblech, welcher am späteren Fahrzeugtyp P 70 zum Einsatz kam. Er veranlasste auch die Gründung eines Betriebskindergartens.
Während einer Tuberkulose-Erkrankung wurde ihm im Januar 1953 wegen angeblicher Sabotage und partei- und volksschädigendem Verhalten fristlos gekündigt. Er wurde in Abwesenheit aus der SED ausgeschlossen und kam kurz darauf in Untersuchungshaft. Seit Oktober 1953 war er Invalidenrentner. Mehrere Petitionsschreiben, darunter an den Vorsitzenden der Zentralen Parteikontrollkommission, Hermann Matern, bewirkten im März 1956 de facto eine Rehabilitierung durch das Ministerium für Allgemeinen Maschinenbau der DDR.